# Bradypodidium adisi
Bradypodidium adisi är en skalbaggsart som beskrevs av Brett C.Ratcliffe 1980. Bradypodidium adisi ingår i släktet Bradypodidium och familjen bladhorningar. Inga underarter finns listade.